# Hyalobagrus flavus
Hyalobagrus flavus és una espècie de peix de la família dels bàgrids i de l'ordre dels siluriformes.

## Morfologia
- Els mascles poden assolir 4,4 cm de longitud total.
- Nombre de vèrtebres: 36-37.[1][2]

## Hàbitat
És un peix d'aigua dolça i de clima tropical.

## Distribució geogràfica
Es troba a Àsia: conques dels rius Batang Hari (Sumatra) i Mentaya (sud de Borneo).